# Liste der Kulturdenkmäler in Langgöns
Die folgende Liste enthält die in der Denkmaltopographie ausgewiesenen Kulturdenkmäler auf dem Gebiet  der Gemeinde Langgöns, Landkreis Gießen, Hessen.
Hinweis: Die Reihenfolge der Denkmäler in dieser Liste orientiert sich zunächst an Ortsteilen und anschließend der Anschrift, alternativ ist sie auch nach der Bezeichnung, der vom Landesamt für Denkmalpflege vergebenen Nummer oder der Bauzeit sortierbar.
Kulturdenkmäler werden fortlaufend im Denkmalverzeichnis des Landes Hessen durch das Landesamt für Denkmalpflege Hessen auf Basis des Hessischen Denkmalschutzgesetzes (HDSchG) geführt. Die Schutzwürdigkeit eines Kulturdenkmals hängt nicht von der Eintragung in das Denkmalverzeichnis des Landes Hessen oder der Veröffentlichung in der Denkmaltopographie ab.

Das Vorhandensein oder Fehlen eines Objekts in dieser Liste ist keine rechtsverbindliche Auskunft darüber, ob es Kulturdenkmal ist oder nicht: Diese Liste entspricht möglicherweise nicht dem aktuellen Stand der offiziellen Denkmaltopographie. Diese ist für Hessen in den entsprechenden Bänden der Denkmaltopographie Bundesrepublik Deutschland und im Internet unter DenkXweb – Kulturdenkmäler in Hessen einsehbar. Auch diese Quellen sind, obwohl sie durch das Landesamt für Denkmalpflege Hessen aktualisiert werden, nicht immer aktuell, da es im Denkmalbestand immer wieder Änderungen gibt.
Eine verbindliche Auskunft erteilt allein das Landesamt für Denkmalpflege Hessen.
Nutze diese Kartenansicht, um Koordinaten in der Liste zu setzen. In dieser Kartenansicht sind Kulturdenkmale ohne Koordinaten mit einem roten bzw. orangen Marker dargestellt und können in der Karte gesetzt werden. Kulturdenkmale ohne Bild sind mit einem blauen bzw. roten Marker gekennzeichnet, Kulturdenkmale mit Bild mit einem grünen bzw. orangen Marker.

## Kulturdenkmäler nach Ortsteilen

### Cleeberg
| Bild            | Bezeichnung                        | Lage | Beschreibung | Bauzeit                   | Objekt-Nr. |
| --------------- | ---------------------------------- | --- | --- | ------------------------- | ---------- |
| weitere Bilder  | Gesamtanlage historischer Ortskern | Alte Gasse 2-4 Am Berg 1-13, 2-12, 16 Aulbachstraße 9-35, 12-32 Denkmalsweg 1-3, 2-10 Grabentürchen Kirchsteig Obere Pforte 1-5, 2 Oberkleener Straße 1-5, 2 Schaafhausweg 1-3, 2 Schlossstraße 1-3, 8 Untere Pforte 14-18 Lage | Mittelalterlich und frühneuzeitlich ausgeprägte Siedlung und Gassensystem um die Burg                                                                          |                           | 47788 DDB  |
| weitere Bilder  | Sachgesamtheit Burg Cleeberg       | Obere Pforte 1-1a LageFlur: 3, Flurstück: 211/2, 211/1, 210/1, 210/2, 213/1 | Burgkomplex mit Bergfried, Burghaus, Schlossgebäude und Backhaus                                                                                               | 1130, 17. Jahrhundert     | 47788 DDB  |
| Bild gesucht BW | Gesamtanlage Alte Gasse            | Alte Gasse 9-15, 10 Lage | Kleine Hofanlagen | 18., 19. Jahrhundert      | 47787 DDB  |
| weitere Bilder  |                                    | Alte Gasse 2 LageFlur: 3, Flurstück: 217 | Hofanlage mit Fachwerkwohnhaus, Anbau, Fachwerkscheune | 18. Jahrhundert           | 47790 DDB  |
| weitere Bilder  |                                    | Am Berg 1 LageFlur: 3, Flurstück: 183 | Fachwerkwohnhaus auf hohem Sockel am Geländeanstieg | 18. Jahrhundert           | 47791 DDB  |
| weitere Bilder  |                                    | Am Berg 5 LageFlur: 3, Flurstück: 177 | Hofanlage, Fachwerkwohnhaus, hoher Sockel, aufwendiges Fachwerk                                                                                                | um 1700                   | 47792 DDB  |
| weitere Bilder  |                                    | Aulbachstraße 11 LageFlur: 3, Flurstück: 237/1 | Fachwerkwohnhaus, überbautes Tor | 19. Jahrhundert           | 47793 DDB  |
| weitere Bilder  |                                    | Aulbachstraße 13 LageFlur: 3, Flurstück: 239 | Straßenseitig verkleidetes Fachwerkwohnhaus, Hoftor, Nebengebäude                                                                                              | 18. Jahrhundert           | 47794 DDB  |
| weitere Bilder  |                                    | Aulbachstraße 28 LageFlur: 3, Flurstück: 266 | Verputztes Fachwerkwohnhaus, Hoftor | 18. Jahrhundert           | 47795 DDB  |
| weitere Bilder  |                                    | Aulbachstraße 31 LageFlur: 3, Flurstück: 248 | Fachwerkwohnhaus auf ansteigendem Gelände | 18. Jahrhundert           | 47796 DDB  |
| weitere Bilder  | Hüttenberger Hoftor                | Aulbachstraße 32 LageFlur: 3, Flurstück: 263 | Toranlage mit Torfahrt, Pforte und Wandung, lyraförmiges Gefach                                                                                                | 18. Jahrhundert           | 47797 DDB  |
| weitere Bilder  |                                    | Aulbachstraße 35 LageFlur: 3, Flurstück: 252 | Fachwerkwohnhaus | 18. Jahrhundert           | 47798 DDB  |
| weitere Bilder  | Wasserbehälter                     | Biengartenweg LageFlur: 9, Flurstück: 335 | Quaderförmiger Eingangsbau, rustizierte Eckquader | 1909                      | 47799 DDB  |
| weitere Bilder  | Ev. Kirche                         | Denkmalsweg 1 LageFlur: 3, Flurstück: 171 | Im Kern mittelalterliche einschiffige kleine Kirche aus Bruchsteinmauerwerk mit sekundärem 5/8 Chor                                                            | 14./18./19. Jahrhundert   | 47800 DDB  |
| weitere Bilder  |                                    | Denkmalsweg 6 LageFlur: 3, Flurstück: 205 | Hofreite, Fachwerkwohnhaus, Nebengebäude, Bruchsteinmauer | 18. Jahrhundert           | 47801 DDB  |
| weitere Bilder  |                                    | Denkmalsweg 8 LageFlur: 3, Flurstück: 204 | Kleines Fachwerkwohnhaus |                           | 47802 DDB  |
| weitere Bilder  |                                    | Denkmalsweg 10 LageFlur: 1, Flurstück: 203 | Geziegeltes Wohnhaus, helle Steine in Gesimshöhe und den Segmentbögen der Fenster                                                                              |                           | 47803 DDB  |
| weitere Bilder  | Schule                             | Espaer Straße 2 LageFlur: 3, Flurstück: 145 | Langgestreckter Bau mit außermittig rundem Erker | 1930                      | 47804 DDB  |
| weitere Bilder  |                                    | Espaer Straße 6 LageFlur: 3, Flurstück: 146/1 | Hofreite an Ortseingangskreuzung, Fachwerkwohnhaus | 20. Jahrhundert           | 47805 DDB  |
| weitere Bilder  |                                    | Obere Pforte 2 LageFlur: 3, Flurstück: 184 | Fachwerkwohnhaus, überbautes Hoftor mit vierteiligem Fensterband                                                                                               | 1762 (Hoftor)             | 47806 DDB  |
| weitere Bilder  |                                    | Obere Pforte 3 LageFlur: 1, Flurstück: 213/2 | Tief liegende Hofanlage mit Fachwerkwohnhaus, Nebengebäude | 17. Jahrhundert           | 47807 DDB  |
| weitere Bilder  |                                    | Oberkleener Straße 2 LageFlur: 3, Flurstück: 32 | Wohnhaus mit Fachwerkobergeschoss, Eckhaus mit zwei Halbwalmgiebeln                                                                                            | 1902                      | 47808 DDB  |
| weitere Bilder  |                                    | Oberkleener Straße 5 LageFlur: 3, Flurstück: 279 | Fachwerknebengebäude des Wirtshauses „Zur Krone“ | 1860 (Gaststättenbetrieb) | 47809 DDB  |
| weitere Bilder  | Sachgesamtheit Befestigungsmauern  | Alte Gasse, Altmarkstraße, Obere Pforte 5, Obere Pforte LageFlur: 3, Flurstück: 165,168, 201/5, 209/5, 219/3 | Teile des Mauerrings um die Befestigungsanlage |                           | 47789 DDB  |
| weitere Bilder  |                                    | Schlossstraße 8 LageFlur: 3, Flurstück: 208 | Hofanlage mit Fachwerkwohnhaus | 18. Jahrhundert           | 47810 DDB  |
| weitere Bilder  |                                    | Untere Pforte 6 LageFlur: 3, Flurstück: 230 | Ehemaliges Brennhaus des sogenannten Junkernhofes, verputzt/verkleidetes Fachwerkgebäude, letztes erhaltenes Bauteil des Schwalbacher Hofgutes, heute Wohnhaus | 17. Jahrhundert           | 47811 DDB  |
| weitere Bilder  |                                    | Untere Pforte 9 LageFlur: 3, Flurstück: 91 | Fachwerkscheune |                           | 47812 DDB  |

### Dornholzhausen
| Bild           | Bezeichnung                 | Lage                                                                    | Beschreibung | Bauzeit                | Objekt-Nr. |
| -------------- | --------------------------- | ----------------------------------------------------------------------- | --- | ---------------------- | ---------- |
| weitere Bilder | Gesamtanlage Dornholzhausen | Am Kesselberg 1-3, 2, Dorfstraße 7-37, 10-32, Hohl 2, Kirchgasse 1 Lage | Historische Ortsbebauung an der Dorfstraße                                                                          | 18. Jahrhundert        | 47814 DDB  |
| weitere Bilder |                             | Am Kesselberg 1 LageFlur: 8, Flurstück: 30/1                            | Fachwerkwohnhaus, Hüttenberger Hoftor                                                                               | 17. Jahrhundert        | 47815 DDB  |
| weitere Bilder |                             | Am Kesselberg 2 LageFlur: 8, Flurstück: 36                              | Verputzes Fachwerkwohnhaus, exponiertes Eckhaus im Ortszentrum                                                      | Frühes 18. Jahrhundert | 47825 DDB  |
| weitere Bilder | Gasthaus                    | Am Kesselberg 3 LageFlur: 8, Flurstück: 36                              | Fachwerkwohnhaus, früher giebelständig zur Straße, Anbau, überbautes Tor                                            | 1840 (Tor)             | 47826 DDB  |
| weitere Bilder | Mühle                       | Am Kesselberg 9 LageFlur: 18, Flurstück: 166                            | Hofanlage, Fachwerkwohnhaus, Nebengebäude, südöstlich des Dorfkerns am Kleebach                                     | 19. Jahrhundert        | 47827 DDB  |
| weitere Bilder | Kleebachbrücke              | Kleebach (Am Kesselberg) LageFlur: 18, Flurstück: 164/2                 | Bruchsteinbrücke über den Kleebach nahe der Mühle                                                                   | Spätes 18. Jahrhundert | 47828 DDB  |
| weitere Bilder |                             | Dorfstraße 14 LageFlur: 8, Flurstück: 101                               | Verputztes Fachwerkwohnhaus, flachbogiges Tor                                                                       | 18. Jahrhundert        | 47829 DDB  |
| weitere Bilder | Ev. Kirche                  | Dorfstraße 18 LageFlur: 8, Flurstück: 26/1, 24/1                        | Im Kern mittelalterlich, 1717 erweitert, hochgotischer Altar                                                        |                        | 47830 DDB  |
| weitere Bilder | Hüttenberger Tor            | Dorfstraße 20 LageFlur: 8, Flurstück: 28                                | Tor mit eingeschnittener Pforte                                                                                     | 1702                   | 47831 DDB  |
| weitere Bilder |                             | Dorfstraße 21 LageFlur: 8, Flurstück: 79/1                              | Fachwerkwohnhaus |                        | 47832 DDB  |
| weitere Bilder |                             | Dorfstraße 22 LageFlur: 8, Flurstück: 35/2                              | Verkleidetes Fachwerkwohnhaus, kleine Fenster, schräg zur Straßenflucht stehend                                     | 17. Jahrhundert        | 47833 DDB  |
| weitere Bilder |                             | Dorfstraße 37 LageFlur: 9, Flurstück: 21                                | Von der Straße zurückgesetztes Fachwerkwohnhaus                                                                     | 18. Jahrhundert        | 47834 DDB  |
| weitere Bilder |                             | Erbsengasse 2 LageFlur: 8, Flurstück: 134/32                            | Schräg zur Straße stehendes Fachwerkwohnhaus                                                                        | 17. Jahrhundert        | 61695 DDB  |
| weitere Bilder |                             | Hohl 2 LageFlur: 9, Flurstück: 22                                       | Exponierte Hofanlage an einer Straßenkreuzung, verkleidetes Fachwerkwohnhaus, überbaute Tordurchfahrt, Nebengebäude | 18. Jahrhundert        | 47835 DDB  |

### Espa
| Bild           | Bezeichnung        | Lage                                          | Beschreibung                                                                                    | Bauzeit         | Objekt-Nr. |
| -------------- | ------------------ | --------------------------------------------- | ----------------------------------------------------------------------------------------------- | --------------- | ---------- |
| weitere Bilder |                    | Kleehofstraße 2 LageFlur: 2, Flurstück: 124   | Kleines Fachwerkwohnhaus                                                                        |                 | 47837 DDB  |
| weitere Bilder |                    | Kleehofstraße 8 LageFlur: 2, Flurstück: 128/3 | Im Untergeschoss verputztes Fachwerkwohnhaus                                                    | 18. Jahrhundert | 47838 DDB  |
| weitere Bilder | Ehem. Pfarrhaus    | Kleehofstraße 9 LageFlur: 2, Flurstück: 45    | Klinkerbau, Klinkerbänder in Gesimshöhe                                                         | 1902            | 47839 DDB  |
| weitere Bilder |                    | Kleehofstraße 12 LageFlur: 2, Flurstück: 130  | Verschindeltes Fachwerkhaus gegenüber dem Pfarrhaus, ehemaliges Gasthaus „Zur Kleebachquelle“   |                 | 47840 DDB  |
| weitere Bilder |                    | Kleehofstraße 18 LageFlur: 2, Flurstück: 135  | Hofreite, verputzt/verschiefertes Fachwerkwohnhaus, Fachwerkscheune, Nebengebäude               | 18. Jahrhundert | 47841 DDB  |
| weitere Bilder | Hassler's Häuschen | Kleehofstraße 20 LageFlur: 2, Flurstück: 135  | Eingeschossiges verputzt/verbrettertes Fachwerkwohnhaus, ehem. Treffpunkt der Bündischen Jugend | 18. Jahrhundert | 47842 DDB  |
| weitere Bilder |                    | Kleehofstraße 21 LageFlur: 2, Flurstück: 39/2 | Verputzt/verkleidetes Fachwerkwohnhaus, Hoftor                                                  |                 | 47843 DDB  |

### Lang-Göns
| Bild           | Bezeichnung                        | Lage | Beschreibung | Bauzeit                              | Objekt-Nr. |
| -------------- | ---------------------------------- | --- | --- | ------------------------------------ | ---------- |
| weitere Bilder | Gesamtanlage historischer Ortskern | Breitgasse 1, 15, 19-23, 2-6, 10-18, Enggasse 1-3, Moorgasse 9-17, 2-8, Neugasse 10, 13-15, Niederhofen 9-17, 2-18, Obergasse 1-17, 2-8, Pinggasse 1, Schillerstraße 1-43, 57-73, 10-20, Schmittgraben 1-9, 2 Lage | Historischer Ortskern zwischen den zueinander gebogenen Straßen Obergasse/Moorgasse und Schillerstraße/Niederhofen und der sie verbindenden Breitgasse mit in der Bausubstanz erhaltenen Hofanlagen mit Fachwerkhäusern des 18. und 19. Jahrhunderts                               |                                      | 47847 DDB  |
| weitere Bilder | Gesamtanlage Obergasse             | Lage | Hofreiten des 18. Jahrhunderts mit Fachwerkhäusern und Hoftoren | 18. Jahrhundert                      | 47849 DDB  |
| weitere Bilder | Gesamtanlage Schmittgraben         | Lage | Ausfallstraße als Verlängerung der Breitgasse nach Norden, Hofreiten des 19. Jahrhunderts mit Fachwerkhäusern | 19. Jahrhundert                      | 47848 DDB  |
| weitere Bilder | Sachgesamtheit Jüdischer Friedhof  | Am Alten Stück 4 LageFlur: 3, Flurstück: 148 | Kleines Areal mit 12 Gräbern. Juden ließen sich seit 1775 vor allem als Viehhändler wegen eines dreimal jährlich stattfinden Viehmarktes im Ort nieder, wanderten aber Ende des 19. Jhd. wegen antisemitischer Umtriebe die 1890 in einem „judenfreien Markt“ gipfelten wieder ab. | 19. Jahrhundert                      | 47850 DDB  |
| weitere Bilder | Bahnhof                            | Bahnhofstraße 9 LageFlur: 1, Flurstück: 672/12 | Spätklassizistisches Gebäude aus drei Bauteilen | 1879                                 | 47851 DDB  |
| weitere Bilder |                                    | Breitgasse 2 LageFlur: 1, Flurstück: 607 | Hofanlage an historischem Ortsmittelpunkt in Ecklage, verputztes Fachwerkwohnhaus, Scheune, Nebengebäude, Hoftor | Frühes bis mittleres 18. Jahrhundert | 47852 DDB  |
| weitere Bilder | Gasthaus Gambrinus                 | Breitgasse 10 LageFlur: 1, Flurstück: 602/2 | Umgebautes Fachwerkhaus, symmetrische Schaufassade, Giebel in der Mitte überhöht, dreiseitiger Erker im Obergeschoss, Hoftor | 1862 (als Gasthaus nachweisbar)      | 47853 DDB  |
| weitere Bilder |                                    | Breitgasse 15 LageFlur: 1, Flurstück: 589/1 | Stattliches giebel- und traufständiges Wohnhaus, Schmuckfachwerk im Giebelfeld, traufseitig überdachter Giebel über offener Vorhalle gestützt auf einer Freitreppe | Gründerzeitlich                      | 47854 DDB  |
| weitere Bilder |                                    | Breitgasse 19 LageFlur: 1, Flurstück: 592/1 | Verschiefert/verputztes Fachwerkwohnhaus, Hoftor | 1791 (Steinplatte)                   | 47855 DDB  |
| weitere Bilder | Grabsteine                         | Friedhofsweg o. Nr. LageFlur: 11, Flurstück: 31 | Drei in die Friedhofsmauer eingelassene Grabsteine des 17. Jahrhunderts | 17. Jahrhundert                      |            |
| weitere Bilder |                                    | Moorgasse 4 LageFlur: 1, Flurstück: 578/3 | Fachwerkwohnhaus, kassettierte Haustür | 18. Jahrhundert                      | 47857 DDB  |
| weitere Bilder |                                    | Moorgasse 15 LageFlur: 1, Flurstück: 520/1 | Verputztes Fachwerkwohnhaus, mit Quadern betonter Anbau zwischen Tor und Wohnhaus | 18. Jahrhundert                      | 47858 DDB  |
| weitere Bilder | Moorgasse 17                       | Moorgasse 17 LageFlur: 1, Flurstück: 521 | Fachwerkwohnhaus, geschnitzte Viertelsäulen an Eckständern, Gaststätte | 18. Jahrhundert                      | 47859 DDB  |
| weitere Bilder |                                    | Moorgasse 38 LageFlur: 1, Flurstück: 240/1 | Dreiteilige ziegelgemauerte Hofanlage, Wohnhaus in Ecklage mit Putzquaderung an den Ecken, Nebengebäude mit niedrigem Erdgeschoss, Wirtschaftsgebäude mit Blindfenster | Frühes 20. Jahrhundert               | 47860 DDB  |
| weitere Bilder |                                    | Neugasse 10 LageFlur: 1, Flurstück: 461/4 | Langgezogenes verputztes Fachwerkwohnhaus in Ecklage, Hoftor mit Durchfahrt, Pforte, Fachwerkwandung, sechzehnstrahliger Stern im Gefach | Spätes 18. Jahrhundert               | 47861 DDB  |
| weitere Bilder |                                    | Niederhofen 2 LageFlur: 2, Flurstück: 89 | Fachwerkwohnhaus, überdachtes Tor | 18. Jahrhundert                      | 47862 DDB  |
| weitere Bilder |                                    | Niederhofen 6 LageFlur: 2, Flurstück: 92 | Trauf- und giebelständiges Wohnhaus, Fachwerkwand über mittiger Toreinfahrt mit schmiedeeisernen Gittern, zweigeschossiger Fachwerkerker mit Turmhelm auf der inneren der zwei Fensterzonen des giebelständigen Gebäudeteils, Jugendstilbleiverglasung                             | Nach 1900                            | 47863 DDB  |
| weitere Bilder | Haus Paradiesgärtlein              | Obergasse 1-3 LageFlur: 1, Flurstück: 608, 609 | Fachwerkdoppelwohnhaus, Eckständer mit Schnitzereien, Mannfigur, Inschrift mit Verweis auf ein wundersames Ereignis im Vorgängerbau | 1782 (Inschrift)                     |            |
| weitere Bilder |                                    | Obergasse 7 LageFlur: 1, Flurstück: 611 | Hofreite, Fachwerkwohnhaus, Scheune, Hoftor | Spätes 18. Jahrhundert               | 47865 DDB  |
| weitere Bilder |                                    | Obergasse 12 LageFlur: 1, Flurstück: 508 | Fachwerkwohnhaus, gradlinig und dichtes Fachwerk, überbautes Tor | 18. Jahrhundert                      | 47866 DDB  |
| weitere Bilder | Obergasse 20                       | Obergasse 20 LageFlur: 1, Flurstück: 505/3 | 2013 restauriertes Fachwerkwohnhaus gegenüber der Kirche, Hoftor | 1811 (Inschrift)                     | 47867 DDB  |
| weitere Bilder | Ev. Kirche                         | Obergasse 21 LageFlur: 1, Flurstück: 614 | Spätgotischer Chorturm mit verschiefertem Turmhelm und neuzeitlichem Kirchenschiff | 1500, 1970                           |            |
| weitere Bilder |                                    | Obergasse 32 LageFlur: 1, Flurstück: 499 | Hofanlage, winklig zur Straße stehendes Fachwerkwohnhaus mit ornamentierten Winkelbändern, überdachter Torbau mit griechischem Kreuz im Gefach und mit beidseitiger Gewandung, Stallungen, Schuppen, Scheune                                                                       | 17. Jahrhundert                      | 47869 DDB  |
| weitere Bilder | Ehem. Schule                       | Obergasse 54 LageFlur: 1, Flurstück: 20/1 | Langgezogenes Klinkergebäude, Mittelrisalit | 1900                                 | 47870 DDB  |
| weitere Bilder |                                    | Obergasse 56 LageFlur: 1, Flurstück: 19/5 | Bürgerliches Gebäude mit polygonalem Turm | Frühes 20. Jahrhundert               | 47871 DDB  |
| weitere Bilder |                                    | Pinggasse 1 LageFlur: 1, Flurstück: 606 | Verkleidet/verputztes großvolumiges Fachwerkwohnhaus | Frühes 18. Jahrhundert               | 47872 DDB  |
| weitere Bilder |                                    | Pinggasse 4 LageFlur: 1, Flurstück: 624 | Fachwerkwohnhaus | 18. Jahrhundert                      | 47873 DDB  |
| weitere Bilder | Hüttenberger Tor                   | Schillerstraße 24 LageFlur: 1, Flurstück: 454/4 | Überdachtes Tor, Durchfahrt, Pforte, verputzte Gewandung, von der Raute durchzogenes Andreaskreuz im Gefach | 1755 (Inschrift)                     | 47874 DDB  |
| weitere Bilder |                                    | Schillerstraße 29 LageFlur: 1, Flurstück: 29/1 | Verputztes Fachwerkwohnhaus, Hoftor | 18. Jahrhundert                      | 47875 DDB  |
| weitere Bilder |                                    | Schillerstraße 31 LageFlur: 1, Flurstück: 28/1 | Fachwerkwohnhaus, Hoftor |                                      | 47876 DDB  |
| weitere Bilder | Ehem. Gasthaus „Zum kühlen Grund“  | Schillerstraße 43 LageFlur: 1, Flurstück: 17/1 | Fachwerkhaus, ehemals Gaststätte und Kolonialwarenladen, alter Saalbau | Um 1700                              | 47877 DDB  |
| weitere Bilder | Schillerstraße 57                  | Schillerstraße 57 LageFlur: 2, Flurstück: 10 | Hofanlage, Fachwerkwohnhaus mit rheinischen Stilelementen | Um 1700                              | 47878 DDB  |
| weitere Bilder |                                    | Schmittgraben 2 LageFlur: 2, Flurstück: 50, 51 | Exponierte Hofanlage in Ecklage an Kreuzungsbereich, voluminöses Fachwerkwohnhaus mit angeschlossenem Backhaus, überbautes Hoftor mit Torfahrt und Pforte, reich ausgeziertes, verdoppeltes, geschweift geführtes Kreuz im Gefach                                                  | Spätes 18. Jahrhundert               | 47879 DDB  |
| weitere Bilder |                                    | Schmittgraben 19 LageFlur: 2, Flurstück: 77/1 | Gründerzeitlich, langgestrecktes verputztes Wohnhaus aus drei Bauteilen, Fachwerkfiguren unter der Traufe, Schopfwalmgiebel mit Freigespärre, Tordurchfahrt | 1880er                               | 47880 DDB  |
| weitere Bilder |                                    | Schmittgraben 22 LageFlur: 2, Flurstück: 66/2a | Vierachsiges Klinkerwohnhaus nach städtischem Vorbild, Dach mit turmartig verdachtem Zwerchhaus zwischen zwei Giebeln, Fensterbankgesims | 1899                                 | 47881 DDB  |

### Niederkleen
| Bild           | Bezeichnung                        | Lage                                                                 | Beschreibung | Bauzeit                                | Objekt-Nr. |
| -------------- | ---------------------------------- | -------------------------------------------------------------------- | --- | -------------------------------------- | ---------- |
| weitere Bilder | Gesamtanlage historischer Ortskern | Schneiderberg Lage                                                   | Fülle und Qualität von Fachwerkbauten des 17. und 18. Jahrhunderts |                                        | 47883 DDB  |
| weitere Bilder | Ehem. Rentmeisterhaus              | Bergstraße 1 LageFlur: 1, Flurstück: 234                             | Stattlicher verputzter Fachwerkbau, isoliert und exponiert an der Kleebachbrücke |                                        | 47884 DDB  |
| weitere Bilder |                                    | Bergstraße 2 LageFlur: 1, Flurstück: 235                             | Hofreite an der Kleebachbrücke, Fachwerkwohnhaus, Scheune, Nebengebäude | 1796                                   | 47886 DDB  |
| weitere Bilder | Brücke                             | Kleebach (An der Kreuzstraße) LageFlur: 1, Flurstück: 82             | Flachbogige Steinbrücke über den Kleebach | 19. Jahrhundert                        | 47885 DDB  |
| weitere Bilder |                                    | Burgstraße 5 LageFlur: 1, Flurstück: 47                              | Kleines Wohnhaus mit verkleidetem Fachwerkobergeschoss, Hoftor mit eingeschnittener Pforte | 19. Jahrhundert                        | 47887 DDB  |
| weitere Bilder | Hüttenberger Tor                   | Burgstraße 7 LageFlur: 1, Flurstück: 48                              | Überdachtes Hoftor, Torfahrt, Pforte, von der Raute durchzogenes Andreaskreuz im Gefach, Herzornammente | 1777                                   | 47888 DDB  |
| weitere Bilder |                                    | Burgstraße 11 LageFlur: 1, Flurstück: 58/1                           | Stattliches gründerzeitliches Wohnhaus in Klinkerbauweise, Zierfachwerk im Obergeschoss, rechtsseitige Toreinfahrt unter Teilwalmgiebel | Um 1900                                | 47890 DDB  |
| weitere Bilder |                                    | Burgstraße 14 LageFlur: 1, Flurstück: 33                             | Hofanlage, voluminöses Fachwerkgebäude in Ecklage, Nebenhaus, Scheune, Torbau | 18. Jahrhundert                        | 47891 DDB  |
| weitere Bilder |                                    | Burgstraße 16 LageFlur: 1, Flurstück: 32                             | Fachwerkwohnhaus, überbautes Tor | 18. Jahrhundert                        | 47892 DDB  |
| weitere Bilder |                                    | Burgstraße 20 LageFlur: 1, Flurstück: 27                             | Hofanlage, Wohnhaus in Ecklage mit linksseitiger Hofdurchfahrt, Zierfachwerk im Obergeschoss, Zwerchhaus, Nebengebäude, Scheune | Kurz vor 1900                          | 47893 DDB  |
| weitere Bilder | Bäckersch Haus                     | Burgstraße 24 LageFlur: 1, Flurstück: 25/1                           | Stattliches dreiachsiges Fachwerkwohnhaus, reiche Auszier im Giebeldreieck, Eckständer mit Rankenwerk | 18. Jahrhundert                        | 47894 DDB  |
| weitere Bilder | Glaumsches Haus                    | Burgstraße 26 LageFlur: 1, Flurstück: 24                             | Exponiert in einer Ecklage liegende Hofanlage, Fachwerkwohnhaus mit umlaufendem Horizontalgebälk, ornamentierte Eckständer, lateinische Inschrift, überbaute Toranlage, detailfreudig ausgestaltetes Gefach mit Herzen, Fachwerkstall mit hohem Steinsockel | 1820 (Inschrift)                       | 47895 DDB  |
| weitere Bilder |                                    | Burgstraße 27 LageFlur: 1, Flurstück: 81                             | Exponiert an einer Straßenmündung liegende Hofanlage, voluminöses Fachwerkwohnhaus in Ecklage, Feuerbockmotive, langstreckte Toranlage, Klinker-Fachwerknebengebäude                                                                                        | 18. Jahrhundert                        | 47896 DDB  |
| weitere Bilder |                                    | Burgstraße 28 LageFlur: 1, Flurstück: 2                              | Hofanlage, Fachwerkwohnhaus, verputztes Torhaus, Nebengebäude | 18. Jahrhundert                        | 47897 DDB  |
| weitere Bilder |                                    | Burgstraße 30 LageFlur: 1, Flurstück: 3                              | Hofanlage, Fachwerkwohnhaus, Toranlage mit griechischem Kreuz im Gefach, Nebengebäude | 1700                                   | 47898 DDB  |
| weitere Bilder |                                    | Drongasse 6 LageFlur: 1, Flurstück: 143                              | Hofreite, Fachwerkwohnhaus, überbautes Tor, Nebengebäude | 18. Jahrhundert                        | 47899 DDB  |
| weitere Bilder |                                    | Falltorstraße 3 LageFlur: 1, Flurstück: 259                          | Fachwerkwohnhaus, Mannfiguren, überdachtes Tor | 17. Jahrhundert                        | 47900 DDB  |
| weitere Bilder | Ev. Kirche                         | Hafergärten 8 LageFlur: 1, Flurstück: 19                             | Saalbau mit dreiseitig geschlossenem Chor, achteckiger Haubendachreiter, einheitlich bauzeitliche Innenausstattung | 1728                                   | 47905 DDB  |
| weitere Bilder | Pfarrhaus                          | Hafergärten 8 LageFlur: 1, Flurstück: 19                             | Sechsachsiger spätklassizistischer kubischer Bau | 1864                                   | 47905 DDB  |
| weitere Bilder |                                    | Kirchstraße 2 LageFlur: 1, Flurstück: 23                             | Hofreite, Fachwerkwohnhaus, überbautes Tor, Inschrift | 17. Jahrhundert                        | 47901 DDB  |
| weitere Bilder | Altes Rathaus                      | Kirchstraße 5 LageFlur: 1, Flurstück: 16                             | Im Untergeschoss verputztes Fachwerkgebäude am Hang zum Kirchhof, exponiert im Straßenraum, heute Heimatmuseum | 1705 (Inschrift)                       | 47902 DDB  |
| weitere Bilder |                                    | Kirchstraße 7 LageFlur: 1, Flurstück: 14/4                           | Im Winkel aneinandergesetzte Fachwerkhäuser, ehemaliger Adelshof | 18. Jahrhundert                        | 47904 DDB  |
| weitere Bilder | Kriegerdenkmal                     | Kirchstraße LageFlur: 1, Flurstück: 17                               | Gedenkstätte der Weltkriege, mit Adler bekrönt | 1921                                   | 47906 DDB  |
| weitere Bilder | Viehwaage und Leiterhaus           | Kirchstraße LageFlur: 1, Flurstück: 17                               | Viehwaage in altem Ortsmittelpunkt unter Holzhaus, Leiterhaus für die Feuerwehrleitern mit wiederaufgebautem Fachwerkgerüst |                                        | 47907 DDB  |
| weitere Bilder | Backhaus                           | Kreuzstraße 1 LageFlur: 1, Flurstück: 129                            | Bruchsteingebäude an alter Dorflinde |                                        | 47908 DDB  |
| weitere Bilder |                                    | Kreuzstraße 5 LageFlur: 1, Flurstück: 132                            | Fachwerkwohnhaus | 18. Jahrhundert                        | 47909 DDB  |
| weitere Bilder |                                    | Kreuzstraße 8 LageFlur: 1, Flurstück: 7                              | Fachwerkwohnhaus, überbautes gründerzeitliches Tor | 18. Jahrhundert                        | 47910 DDB  |
| weitere Bilder |                                    | Kreuzstraße 11 LageFlur: 1, Flurstück: 135                           | Teilweise verschindeltes Fachwerkwohnhaus, überdachtes Tor |                                        | 47911 DDB  |
| weitere Bilder |                                    | Kreuzstraße 12 LageFlur: 1, Flurstück: 9                             | Fachwerkwohnhaus, aufwendiger Fachwerkschmuck mit Tierdarstellungen, überdachtes Tor mit griechischem Kreuz im Gefach | um 1700                                | 47912 DDB  |
| weitere Bilder |                                    | Kreuzstraße 13 LageFlur: 1, Flurstück: 136                           | Im Obergeschoss und Giebel verkleidetes Fachwerkwohnhaus, dreiteiliges Fensterband im Erdgeschoss, kleine Fenster im Obergeschoss, überdachtes Tor | um 1700                                | 47913 DDB  |
| weitere Bilder |                                    | Kreuzstraße 18 LageFlur: 1, Flurstück: 263                           | Fachwerkwohnhaus in dreiteiligem verputztem Gebäudeensemble, winklig zum Ohlyschen Haus gelegen | Spätes 17. oder frühes 18. Jahrhundert | 47914 DDB  |
| weitere Bilder | Ohlysches Haus                     | Kreuzstraße 20, Kreuzstraße 20a LageFlur: 1, Flurstück: 264/2, 264/1 | Aufwendig gestaltetes Fachwerkwohnhaus mit Erkervorbau und außerordentlich vielen Schmuckmotiven, überregional bedeutsam, überbauter Torbau (Eichentor Ende der 1980 in Hessenpark transloziert)                                                            | 1620 (Inschrift)                       | 47915 DDB  |
| weitere Bilder |                                    | Kreuzstraße 21 LageFlur: 1, Flurstück: 251                           | Verputztes Fachwerkwohnhaus, überbautes Tor | 18. Jahrhundert                        | 47916 DDB  |
| weitere Bilder | Hormelsches Haus                   | Kreuzstraße 22 LageFlur: 1, Flurstück: 265                           | Fachwerkwohnhaus mit außergewöhnlichen Ausziermotiven, überbautes Tor | 1620/30                                | 47917 DDB  |
| weitere Bilder |                                    | Kreuzstraße 23 LageFlur: 1, Flurstück: 252                           | Fachwerkwohnhaus, mit vierteiligem Fensterband überbautes Tor | 18. Jahrhundert                        | 47918 DDB  |
| weitere Bilder |                                    | Kreuzstraße 26 LageFlur: 1, Flurstück: 267/2                         | Fachwerkwohnhaus, überdachter Torbau, detailfreudig ausgestaltetes Gefach mit Herzen | 1788 (Inschrift)                       | 47919 DDB  |
| weitere Bilder | Sog. Altes Haus                    | Burgstraße 8 LageFlur: 1, Flurstück: 36                              | Fachwerkgebäude mit Mannfiguren, Zwerchhaus mit Schmuckfachwerk, überdachter Treppenvorbau, Knaggen mit nackten Sitzfiguren | 1656                                   | 47889 DDB  |
| weitere Bilder |                                    | Schneiderberg 1 LageFlur: 1, Flurstück: 118                          | Verputzt/verkleidetes Fachwerkwohnhaus | 18. Jahrhundert                        | 47920 DDB  |
| weitere Bilder |                                    | Schneiderberg 4 LageFlur: 1, Flurstück: 142/2                        | Verputzte Fachwerkhofreite, Wohnhaus, überbautes Tor, Nebengebäude | 18. Jahrhundert                        | 47921 DDB  |
| weitere Bilder | Kronewirt'sches Haus               | Schneiderberg 6 LageFlur: 1, Flurstück: 144                          | Große Hofreite im Kreuzungsbereich, Fachwerkwohnhaus, Nebengebäude mit zwei Toreinfahrten, Scheune | 18. Jahrhundert                        | 47922 DDB  |
| weitere Bilder |                                    | Schneiderberg 10 LageFlur: 1, Flurstück: 149/2                       | Leicht zurückgesetztes Fachwerkwohnhaus | 18. Jahrhundert                        | 47923 DDB  |
| weitere Bilder |                                    | Schneiderberg 13 LageFlur: 1, Flurstück: 126                         | verputzt/verschindeltes Fachwerkwohnhaus, überdachtes Tor | 18. Jahrhundert                        | 47924 DDB  |
| weitere Bilder |                                    | Schneiderberg 15 LageFlur: 1, Flurstück: 127                         | Verputzter Fachwerkbau mit vorgelagertem hochgelegenem Garten und daran anschließendem überbautem Tor an der Straße | 18. Jahrhundert                        | 47925 DDB  |
| weitere Bilder | Haus Cunze                         | Zur Burg 4 LageFlur: 1, Flurstück: 57/1, 57/2                        | Frei stehender historistischer Bau an Stelle einer ehemaligen Wasserburg, Gartenpavillon, Mauereinfriedung | 1860/70                                | 47926 DDB  |

### Oberkleen
| Bild           | Bezeichnung                        | Lage | Beschreibung | Bauzeit                                | Objekt-Nr. |
| -------------- | ---------------------------------- | --- | --- | -------------------------------------- | ---------- |
| weitere Bilder | Gesamtanlage historischer Ortskern | Lage | Alter Dorfkern um die in Ost-West-Richtung verlaufende Hauptstraße |                                        | 47928 DDB  |
| weitere Bilder |                                    | Banngartenweg 6 LageFlur: 2, Flurstück: 192                                                             | Verputztes/verschiefertes Fachwerkwohnhaus, überbautes Tor | 18. Jahrhundert                        | 47929 DDB  |
| weitere Bilder |                                    | Hauptstraße 14 LageFlur: 3, Flurstück: 140                                                              | Hofreite, Wohnhaus in Ziegelmauerwerk, Mittelrisalit, Zwerchhaus | 18. Jahrhundert                        | 47930 DDB  |
| weitere Bilder |                                    | Hauptstraße 24 LageFlur: 3, Flurstück: 150                                                              | Hofreite, exponiert gegenüber dem Kirchhof liegendes langgezogenes im Untergeschoss verputztes Fachwerkwohnhaus | 18. Jahrhundert                        | 47931 DDB  |
| weitere Bilder |                                    | Hauptstraße 29 LageFlur: 3, Flurstück: 173                                                              | Fachwerkwohnhaus, Kopfwinkelhölzer mit Herzornamenten, diente bis 1836 als Volksschule | Spätes 17, oder frühes 18. Jahrhundert | 47932 DDB  |
| weitere Bilder | Altes Backhaus                     | Hauptstraße 37 LageFlur: 2, Flurstück: 232                                                              | Kubischer Bruchsteinbau mit Satteldach, erhaltene Eingangstür mit Schmuckelementen und Laibung | 1756                                   | 47933 DDB  |
| weitere Bilder | Altes Rathaus                      | Hauptstraße 38 LageFlur: 1, Flurstück: 224                                                              | Zentral liegendes und platzbestimmendes Fachwerkgebäude, Freitreppe, Eingang mit rundbogiger Lunette | 1582 (Inschrift)                       | 47934 DDB  |
| weitere Bilder | Ev. Kirche                         | Hauptstraße 39 LageFlur: 2, Flurstück: 233                                                              | Barocke Saalkirche mit spätgotischem Wehrturm | 15. Jahrhundert, 1769                  | 47935 DDB  |
| weitere Bilder |                                    | Hauptstraße 43a LageFlur: 2, Flurstück: 239/3                                                           | Verputztes Fachwerkwohnhaus, überdachtes Tor | 18. Jahrhundert                        | 47936 DDB  |
| weitere Bilder | Förstersches Haus                  | Hauptstraße 45 LageFlur: 2, Flurstück: 248                                                              | Fachwerkwohnhaus in Ecklage mit reichem rheinischem Gepräge, Geburtshaus von Friedrich Ludwig Weidig, Hüttenberger Tor mit lyra-artiger Gefachfüllung                                                                                                   | 1702 (Inschrift)                       | 47937 DDB  |
| weitere Bilder | Hüttenberger Tor                   | Hauptstraße 47 LageFlur: 2, Flurstück: 249                                                              | Überbautes Tor mit separater Pforte und Torfahrt, im Gefach doppelt geführtes Andreaskreuz und mittiger Vierstern | 1857 (Inschrift)                       | 47938 DDB  |
| weitere Bilder |                                    | Hauptstraße 51 LageFlur: 2, Flurstück: 252                                                              | Hofanlage, verputztes Fachwerkwohnhaus | 18. Jahrhundert                        | 47939 DDB  |
| weitere Bilder | Hirschwirt'sches Haus              | Hauptstraße 53 LageFlur: 2, Flurstück: 253                                                              | Fachwerkwohnhaus mit reicher rheinischer Auszier, Hüttenberger Tor mit griechischem Kreuz im Gefach, Nebengebäude | 1665 (Inschrift)                       | 47940 DDB  |
| weitere Bilder |                                    | Hauptstraße 55 LageFlur: 2, Flurstück: 254                                                              | Hofreite, Fachwerkwohnhaus, Hüttenberger Tor | 1745                                   | 47941 DDB  |
| weitere Bilder |                                    | Hauptstraße 57 LageFlur: 2, Flurstück: 255                                                              | Verputztes breit gelagertes Fachwerkwohnhaus, Toranlage, Nebengebäude | 18. Jahrhundert                        | 47942 DDB  |
| weitere Bilder |                                    | Hauptstraße 73 LageFlur: 2, Flurstück: 103                                                              | Exponiert an einer Straßeneinmündung am Ortsrand liegendes Forsthaus, Adaption ländlicher Fachwerkmotive im zweigeschossigen Giebel, Zwerchhaus | 1907                                   | 47943 DDB  |
| weitere Bilder |                                    | Hauptstraße 77 LageFlur: 2, Flurstück: 96                                                               | Wohnhaus mit Fachwerkobergeschoss, Satteldach mit im Winkel angebrachtem Walmdach | Frühes 20. Jahrhundert                 | 47944 DDB  |
| weitere Bilder |                                    | Marienbergstraße 3 (ehem. Marienbergstraße 1a) LageFlur: 2, Flurstück: 111                              | Im Untergeschoss verputztes Fachwerkwohnhaus, vierteilige Fensterbänder, reliefierte Mannfigur in Eckständer | nach 1700                              | 47945 DDB  |
| weitere Bilder |                                    | Marienbergstraße 2 LageFlur: 1, Flurstück:                                                              | Fachwerkwohnhaus in Ecklage, Fachwerk nur traufseitig im Obergeschoss sichtbar, Mannfigur, verkleideter Giebel | 18. Jahrhundert                        | 47946 DDB  |
| weitere Bilder | Sog. Herzenhaus                    | Marienbergstraße 5 (ehem. Marienbergstraße 3) LageFlur: 2, Flurstück: 112                               | Fachwerkwohnhaus mit rheinischem Einfluss, vierteiliger Fenstererker über Brüstungsfeld mit je vier gerahmten Herzformen in der Brettfüllung, ähnlich im Erker, Tulpen und Lilienformen am Taubenschlag in Giebelspitze, Auszier überregional bedeutsam | 1691                                   | 47947 DDB  |
| weitere Bilder | Hüttenberger Tor                   | Marienbergstraße 9 (ehem. Marienbergstraße 7) LageFlur: 2, Flurstück: 114/2                             | Hoftor, Torfahrt, Pforte, Fachwerkgewandung | 1833 (Inschrift)                       | 47948 DDB  |
| weitere Bilder |                                    | Marienbergstraße 13, Marienbergstraße 15 (ehem. Marienbergstraße 9-11) LageFlur: 2, Flurstück: 115, 116 | Langgestrecktes im Erdgeschoss verputztes Fachwerkwohnhaus | Spätes 18. Jahrhundert                 | 47949 DDB  |
| weitere Bilder | Jagdmal                            | Strauch LageFlur: 10, Flurstück: 3/1                                                                    | Roter Sandsteinsockel mit ehemals schmiedeeisernem Kreuz, Gedenken an einen Jagdunfall | 1891                                   | 65617 DDB  |
| weitere Bilder |                                    | Talstraße 11 LageFlur: 2, Flurstück: 267/1                                                              | Im Untergeschoss verputztes Fachwerkwohnhaus, gewellte Kurzstreben, Kopfhölzer mit herzförmiger Öffnung | 18. Jahrhundert                        | 47950 DDB  |